# Viscum multicostatum
Viscum multicostatum är en sandelträdsväxtart som beskrevs av John Gilbert Baker. Viscum multicostatum ingår i släktet mistlar, och familjen sandelträdsväxter. Inga underarter finns listade i Catalogue of Life.